# Peribea (esposa de Pólibo)
En la mitología griega, Peribea era la esposa de Pólibo, rey de Corinto, con quien, según una de las versiones, fue madre adoptiva de Edipo. Como ella y su marido no tenían hijos, cuando sus pastores encontraron al niño abandonado en el bosque y se lo entregaron, lo recogieron y lo criaron como hijo suyo. Conviene no confundirse en esta acepción del nombre de Peribea pues, según Higino, la esposa de Pólibo se llamaba Medusa y, según Sófocles, se llamaba Mérope. Se desconoce si las tres versiones se refieren realmente al mismo personaje.